# Alberto Felice De Toni
Alberto Felice De Toni (n. 27 iunie 1955, Curtarolo, Veneto, Italia) este un politician italian.